# Homoranthus montanus
Homoranthus montanus är en myrtenväxtart som beskrevs av Lyndley Alan Craven och S.R.Jones. Homoranthus montanus ingår i släktet Homoranthus och familjen myrtenväxter. Inga underarter finns listade i Catalogue of Life.